# L'aria del sabato sera/Dispari
L'aria del sabato sera è un singolo discografico di Loretta Goggi, pubblicato su disco a 45 giri nel 1979. Il lato B del disco è la canzone Dispari. È un brano scritto da Totò Savio, Calabrese, De Vita ed Alberto Testa, che fu utilizzato come sigla finale della prima edizione del programma televisivo di Rai 1 Fantastico, condotto dalla stessa Goggi insieme a Beppe Grillo ed Heather Parisi.
Il brano si aggiudicò un Telegatto come miglior sigla TV, ed il 45 giri raggiunse il secondo posto nella classifica dei singoli, ottenendo il disco d'oro per il superamento del milione di copie vendute, secondo i dati ufficiali della FIMI e risultando il ventiduesimo più venduto del 1980,.
Il 45 giri è stato distribuito anche nel mercato francese, con copertina differente da quello italiano, mantenendo i due brani con testo italiano..
Nel 2010 la Goggi, partecipando a Ciak... si canta!, ha interpretato un video inedito della canzone.

## Tracce
Lato A
- L'aria del sabato sera - (Giorgio Calabrese, Tony De Vita, Totò Savio, Alberto Testa)

Lato B
- Dispari - (Paolo Amerigo Cassella, Totò Savio)